# Cryptantha capitata
Cryptantha capitata là loài thực vật có hoa trong họ Mồ hôi. Loài này được (Eastw.) I.M.Johnst. mô tả khoa học đầu tiên năm 1940.